# 沅江鰍鮀
沅江鰍鮀（学名：Gobiobotia yuanjiangensis）为輻鰭魚綱鯉形目鲤科鰍鮀屬的其中一種，該物種於1977年被描述及命名，僅分布於中國雲南省，棲息在底層水域，生活習性不明。

## 扩展阅读
維基物種上的相關：沅江鰍鮀